# Piel y Hueso
Piel y hueso é o quinto álbum de estúdio da banda uruguaia de rock/ska, La Vela Puerca. Foi lançado em 27 de outubro de 2011 no Uruguai e em 28 de outubro na Argentina. É um disco duplo que mostra duas facetas diferentes do grupo. O primeiro CD contém doze faixas e mostra o lado mais roqueiro do grupo, enquanto o outro CD, composto por seis músicas, mostra o lado mais acústico e calmo. As canções dos discos foram compostas em sua maioria por Sebastián Teysera e Sebastián Cebreiro. O álbum foi gravado e masterizado por Julio Berta no período de maio/agosto de 2011. A gravação foi realizada em três estúdios diferentes: Panda Studios em Buenos Aires, Argentina, Los Pinos em Sauce, Uruguai, e Sterling Soun em Nova Iorque, Estados Unidos.

## Faixas[1]
| CD 1           |                                         |         |  |
| N.º            | Título                                  | Duração |  |
| 1.             | "Sobre la sien" (Teysera/Lieutier)      | 3:54    |  |
| 2.             | "...Y así vivir" (Sebastián Teysera)    | 3:40    |  |
| 3.             | "La teoría" (Sebastián Teysera)         | 2:51    |  |
| 4.             | "Tentación" (Teysera/Lieutier/Casanova) | 3:28    |  |
| 5.             | "Sigo creyendo" (Sebastián Cebreiro)    | 2:47    |  |
| 6.             | "Cada palabra" (Teysera/Lieutier)       | 3:37    |  |
| 7.             | "Se le va" (Sebastián Teysera)          | 3:21    |  |
| 8.             | "El borde" (Sebastián Cebreiro)         | 3:06    |  |
| 9.             | "No se sabe porqué" (Teysera/Cebreiro)  | 3:30    |  |
| 10.            | "Polidoro" (Cebreiro/Lieutier)          | 4:07    |  |
| 11.            | "Todo el karma" (Cebreiro/Di Bello)     | 3:28    |  |
| 12.            | "Se despierta" (Sebastián Teysera)      | 3:49    |  |
| Duração total: | Duração total:                          | 41:38   |  |

| CD 2           |                                            |         |  |
| N.º            | Título                                     | Duração |  |
| 1.             | "Sé a donde quiere ir" (Sebastián Teysera) | 3:40    |  |
| 2.             | "Solo un paredón" (Sebastián Teysera)      | 4:02    |  |
| 3.             | "El buitre" (Cebreiro/Rodríguez)           | 3:54    |  |
| 4.             | "Hoy" (Teysera/Cebreiro/Casanova/Tensare)  | 4:35    |  |
| 5.             | "3 Minutos" (Sebastián Teysera)            | 3:27    |  |
| 6.             | "Cada palabra" (Sebastián Teysera)         | 3:32    |  |
| Duração total: | Duração total:                             | 23:10   |  |